# Římskokatolická farnost Zdounky
Římskokatolická farnost Zdounky je územní společenství římských katolíků s farním kostelem Nejsvětější Trojice v děkanátu Kroměříž.

## Historie farnosti
První písemná zmínka o obci pochází z roku 1298, první písemná zmínka o farnosti pochází z roku 1366. Koncem 16. století získali Zdounky dědictvím Zoubkové ze Zdětína. Horlivá katolička Eliška Kateřina Zoubková ze Zdětína odkázala roku 1635 zdounecké panství jezuitskému řádu k založení koleje. Po zrušení řádu připadlo panství studijnímu fondu, který jej nejprve pronajal a později prodal Antonínu Valentinovi z Weinbergu. Farní kostel získal svoji současnou podobu v polovině 18. století.

## Duchovní správci
Na začátku 17. století byl farářem ve Zdounkách Jan Sarkander. Do června 2019 byl farářem R. D. Mgr. Radomír Němeček. Toho od července téhož roku vystřídal R. D. Mgr. Martin Vévoda.

## Bohoslužby
| Kostel              | Místo   | Bohoslužba (den)                                 | Hodina                 | Poznámka     |
| ------------------- | ------- | ------------------------------------------------ | ---------------------- | ------------ |
| Nejsvětější Trojice | Zdounky | neděle pondělí úterý středa čtvrtek pátek sobota | 10.30 18.30 7.45 18.30 | farní kostel |

## Aktivity ve farnosti
Ve farnosti se pravidelně koná tříkrálová sbírka, aktivní je misijní klubko i seniorské hnízdo.